# Вальшонок Зиновій Михайлович
Зиновій Михайлович Вальшонок (6 березня 1934, Харків) — російськомовний поет українського походження.

## Життєпис
Народився у Харкові, батьки — інженери, працівники Харківського тракторного заводу.
У роки німецько-радянської війни перебував з батьками в евакуації у місті Рубцовськ (Алтайський край, Російська Федерація).
У 1951 р. закінчив з медаллю 104-у середню школу у Харкові.
У 1956 році закінчив з відзнакою філологічний факультет Харківського університету. Працював учителем російської мови та літератури, редактором Будинку народної творчості, кореспондентом телебачення.
Перші вірші були опубліковані у журналі «Новий світ» у 1962 р. У 1964 р. у Харкові вийшла Перша книга віршів — «Поиск».
Член Спілки письменників СРСР з 1969 р.
Від 1976 р. живе у Москві. У 90-ті роки певний час працював охоронцем у магазин автозапчастин.
Видано більше 50 його поетичних збірок. Автор збірки лературних пародій «Интербабушка», мемуарного романів «Дом Слова», «Записки ночного сторожа». Твори друкуються також у періодичних виданнях та колективних збірниках. Низку творів Вальшонка перекладено іноземними мовами.
Лауреат літературних премій імені Бориса Пастернака, імені Марини Цвєтаєвої та «Золоте теля» (рос. — «Золотой теленок»).

## Поетичні збірки
- «Поиск» (Харків, 1964);
- «Человечность» (Харків, 1967);
- «Эшелон» (Київ, 1975);
- «Человек с обелиска» (Харків, 1976);
- «Яблоко согласия» (Москва, 1976);
- «Третье дыхание» (Москва, 1980);
- «Свадебный марш» (Москва, 1983);
- «Полуденный поезд» (Москва, 1987);
- «Мир не без добрых людей» (Москва, 1988);
- «Болевой порог» (Москва, 1989);
- «Испытание молчанием» (Москва, 1990).
- «Залив Терпения» (Харків, 1994).
- «Личное пространство» (в 2 томах, Харків, 2000).